# Heterotaxis discolor
Heterotaxis discolor är en orkidéart som först beskrevs av Conrad Loddiges och John Lindley, och fick sitt nu gällande namn av Isidro Ojeda och Germán Carnevali. Heterotaxis discolor ingår i släktet Heterotaxis och familjen orkidéer. Inga underarter finns listade i Catalogue of Life.

## Bildgalleri

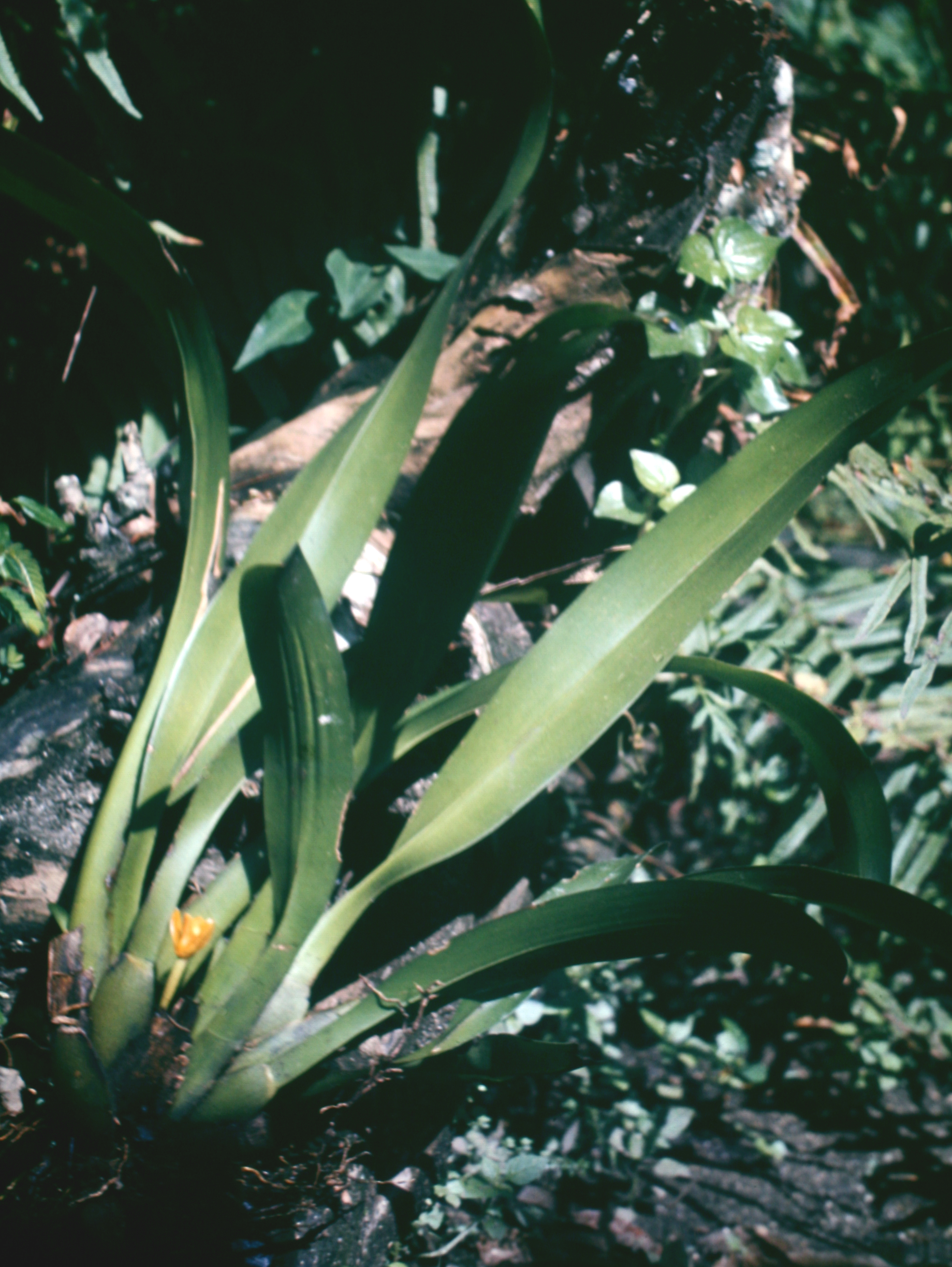
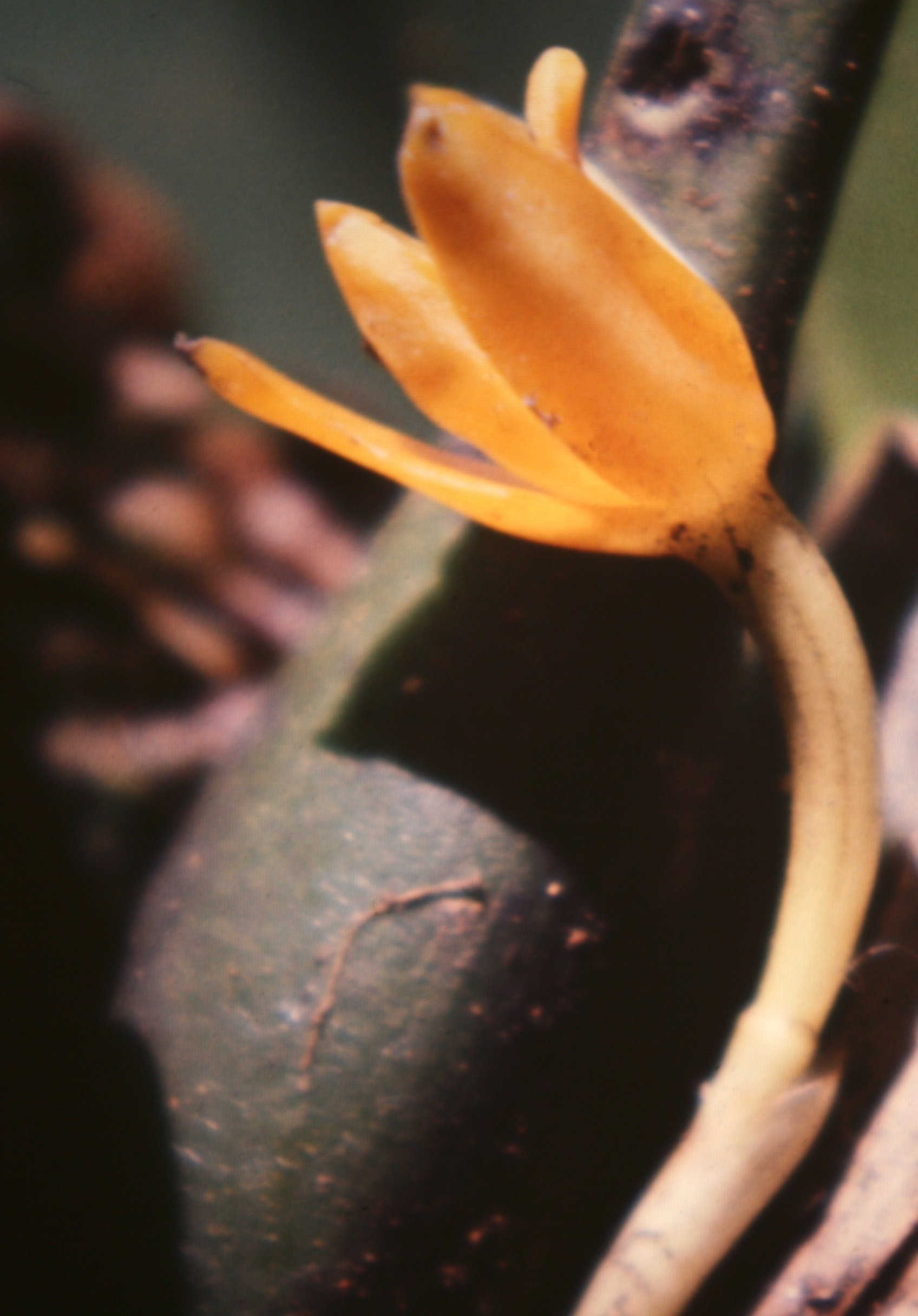
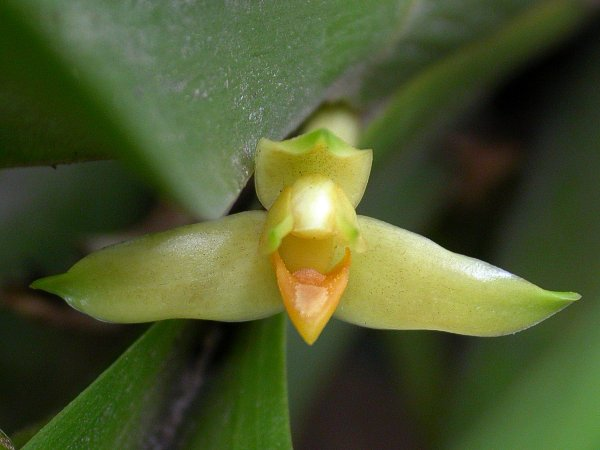